# Balearonethes sesrodesanaus
Balearonethes sesrodesanaus är en kräftdjursart som beskrevs av Henri Dalens 1977. Balearonethes sesrodesanaus ingår i släktet Balearonethes och familjen Trichoniscidae. Inga underarter finns listade i Catalogue of Life.